# Gustavo Bergalli
Gustavo Bergalli (* 14. Dezember 1940 in Buenos Aires) ist ein argentinischer Trompeter und Bandleader des Weltjazz.

## Leben und Wirken
Bergalli, der jüngere Bruder des Kriminologen Roberto Bergalli, erhielt ab dem zwölften Lebensjahr Trompetenunterricht. Er spielte zunächst, beeinflusst durch Louis Armstrong, traditionellen Jazz und gehörte dann zur Band von Gato Barbieri und zu Quinteplus. 1975 zog er nach Stockholm, von wo aus er die nächsten dreißig Jahre arbeitete. Er leitete ein eigenes Quintett, war Mitglied des Stockholm Jazz Orchestra und trat mit der Swedish Radio Jazz Group, Bob Brookmeyer, Bob Mintzer, Jim McNeely, Joe Lovano, Jimmy Heath, John Scofield, Phil Woods und Hank Jones auf. Er spielte ebenfalls mit dem Orchester von Michel Legrand und dem UMO Jazz Orchestra. Mit Klaus Ignatzek und mit Florian Poser tourte er durch Mitteleuropa. Seit 2002 ist er zurück in seiner Geburtsstadt, wo er sich mit seiner eigenen Rio de la Plata Group mit der Verschmelzung von Tango, der Folklore des Río de la Plata und Jazz beschäftigt und mit dem Buenos Aires Jazz Quartet auftritt. Er ist auch auf Alben von Paquito D’Rivera, Pablo Aslan, Jean-Louis Rassinfosse und Carlos Francetti zu hören.

## Diskographie (Auszug)
- Karlheinz Miklin & Quinteto Argentina Anniversario (2006)
- Florian Posers Brazilian Experience New Adventures (2004)
- Carlos Francetti & Stockholm Jazz Orchestra Tango (1999)
- Gustavo Bergalli On The Way (1990)